# پوریتان بنت
پوریتان بنت (به انگلیسی: Puritan Bennett) شرکت تولیدکننده تجهیزات و دستگاه‌های پزشکی اکسیژن‌درمانی، مشکل تنفسی و اسپیرومتری از سال ۱۹۱۳ است.
شرکت پیوریتن بنت از سال ۱۹۱۳، به عنوان تأمین‌کننده گازهای پزشکی، ارائه‌دهنده محصولات تنفسی بود و بنت علاوه بر تهویه مصنوعی مکانیکی برای مراقبت‌های ویژه، تجهیزات پزشکی را برای بیماران خارج از محیط مراقبت‌های حاد نیز ارائه می‌داد. محصولات شرکت شامل دستگاه تنفس مصنوعی قابل حمل، سیستم‌های اکسیژن درمانی، تجهیزات تشخیص و درمان خواب، اسپیرومتری و سایر محصولات مراقبت تنفسی است.

## تاریخچه
در سال ۱۹۱۳، پارکر بی. فرانسیس، شرکتی را تأسیس کرد که با نام شرکت گاز اکسیژن ثبت شده بود و تولیدکننده و توزیع‌کننده اکسیژن و هیدروژن بود.
در سال ۱۹۲۰، این شرکت نام خود را به شرکت اکسیژن کانزاس سیتی و سپس در سال ۱۹۳۱ با ادامه گسترش، به شرکت گاز فشرده پیوریتن تغییر داد.
در سال ۱۹۴۰، شرکت وی. ری بنت و همکاران توسط ری بنت در سانتا مونیکا، کالیفرنیا تأسیس شد. در سال ۱۹۴۵، بنت پس از مشاهده چندین سقوط ناشی از غش کردن خلبانان در هواپیماهای بدون فشار در ارتفاع بالا، درخواست ثبت اختراع برای دستگاه تنفس مصنوعی BR-X2 که در طول جنگ جهانی دوم برای ارائه تهویه با فشار مثبت متناوب به خلبانان توسعه داده شده بود، داد. او بعداً یک دستگاه تنفس مصنوعی مکانیکی را به عنوان جایگزینی برای دستگاه ریه آهنی اختراع کرد. شرکت وی. ری بنت و همکاران در سال ۱۹۵۶ توسط پیوریتن خریداری شد و سال بعد نام شرکت به محصولات تنفسی بنت تغییر یافت. تا دهه ۶۰ میلادی، این شرکت محصولاتی مانند مرطوب‌کننده اکسیژن حبابی و مرطوب‌کننده گرم را به خط تولید اکسیژن‌درمانی خود اضافه کرده بود. در سال ۱۹۶۷، پیوریتن دستگاه تنفس مصنوعی MA-1 را که اختراع بنت بود، عرضه کرد. این دستگاه جایگزین ریه آهنی دست و پاگیر شد و بنت و پیوریتن را به نام‌هایی شناخته‌شده در حوزه تجهیزات پزشکی تبدیل کرد. این به شرکت اجازه داد تا با هدف قرار دادن بازارهای بین‌المللی، رشد بیشتری داشته باشد. در سال ۱۹۶۸، شرکت مادر خود را به عنوان شرکت پیوریتن-بنت سازماندهی مجدد کرد و بخش بازاریابی پزشکی خود را در یک واحد ادغام نمود.
در سال ۱۹۹۵، شرکت Nellcor شرکت پیوریتن-بنت را خریداری کرد و شرکت تازه توسعه‌یافته به Nellcor Puritan Bennett تغییر نام داد.
در سال ۱۹۹۷، Nellcor Puritan Bennett به بخشی از شرکت مالینکورد، یک شرکت محصولات پزشکی با خطوط تولید در مراقبت‌های تنفسی، تصویربرداری تشخیصی و داروهای مسکن، تبدیل شد.
در سال ۱۹۹۸، Puritan-Bennett Aero Systems (PBASCO) به BE Aerospace Inc فروخته شد.
در سال ۲۰۰۰، تایکو اینترنشنال شرکت مالینکورد را خریداری کرد تا تبدیل شود به شرکت Tyco Healthcare
در سال ۲۰۰۷، کاویدین از تایکو اینترنشنال جدا و پیوریتن-بنت را به همراه سایر برندهای Tyco Healthcare به ارث برد. در سال ۲۰۱۵، مدترونیک شرکت کاویدین را خریداری کرد و تمام برندها، از جمله پیوریتن-بنت را به ارث برد.
در ۲۰ فوریه ۲۰۲۴، شرکت مدترونیک اعلام کرد که تولید دستگاه‌های تنفس مصنوعی پیوریتن-بنت را متوقف کرده و از تجارت دستگاه‌های تنفس مصنوعی خارج خواهد شد.

## ونتیلاتورها

### سیستم ونتیلاتور ۹۸۰
مدل ۹۸۰ در سال ۲۰۱۴ عرضه شد و آخرین ونتیلاتور تولید شده تحت برند Puritan Bennett بود، قبل از اینکه تجارت ونتیلاتور توسط Medtronic متوقف شود.

### سیستم ونتیلاتور ۸۴۰
مدل ۸۴۰ در سال ۱۹۹۸ عرضه شد و سه حالت تهویه ارائه می‌داد: کمک/کنترل، خودبخودی و تهویه اجباری متناوب همزمان.

##### گزینه‌های نرم‌افزاری
منبع:
- نرم‌افزار+PAV
- نرم‌افزار BiLevel
- نرم‌افزار Volume Ventilation Plus
- نرم‌افزار Tube Compensation
- نرم‌افزار NeoMode

### سری ۷۰۰
سیستم ونتیلاتور سری ۷۰۰ (۷۴۰ و ۷۶۰) مدل ونتیلاتور مراقبت‌های ویژه قبل از سری ۸۴۰ است. این سیستم در گالوی، ایرلند طراحی شده است.

### سری ۷۲۰۰
سری ۷۲۰۰ مدل ونتیلاتور مراقبت‌های ویژه قبل از سری ۷۶۰ است.

### سری ۵۶۰
سری ۵۶۰ واحد تهویه قابل حمل است.

### بنت MA-1
ونتیلاتور بنت MA-1 مولد جریان ثابت با چرخه حجمی بود که سه حالت قابل تنظیم داشت: کمک، کنترل یا کمک-کنترل. این مدل رایج‌ترین ونتیلاتورهای مورد استفاده در بالین بود.

### بنت TV-2P و بنت PR-2
قدیمی‌ترین دستگاه‌های مورد استفاده برای درمان با تنفس فشار مثبت متناوب (IPPB) بود. این مدل‌ها در جنگ جهانی دوم مورد استفاده قرار گرفتند زیرا این واحدها کوچک، جمع و جور و استفاده از آنها آسان بود.